# Kaga-Bandoro
Kaga-Bandoro est une ville de la République centrafricaine, chef-lieu de la préfecture de Nana-Grébizi et de l'une de ses deux sous-préfectures. Elle a d'abord été appelée Fort-Crampel (1898-1961) puis Crampel (1961-1974).

## Géographie
La ville de Kaga-Bandoro se trouve au confluent de la rivière Nana (ou Mandala) se jetant dans le Gribingui. La ville est au début du XXe siècle, le point de départ de la navigation vers le Tchad. Elle est située à 337 km au nord de Bangui, à l'extrémité d'une fourche formée par la route nationale RN8 reliant Sibut à Ndélé.
| Botto | Kaba         | Grivaï-Pamia |
| Botto | Kaga-Bandoro | Grivaï-Pamia |
|       | Ndenga       |              |

## Histoire
En mars 1897, l'administrateur Émile Gentil fonde un poste colonial français à proximité du Gribingui. L'année suivante, en 1898, ce poste prend le nom de Fort-Crampel, en hommage à l’explorateur Paul Crampel. Ainsi, Fort-Crampel est chef-lieu du Cercle de Gribingui en 1899. De 1900 à 1930, la ville est établie au point de rupture de charge de la route de ravitaillement du Tchad : Brazzaville - Fort-Lamy ; les marchandises passent du portage de Fort-Sibut à Fort-Crampel, à la voie navigable sur le Gribingui à partir de Fort-Crampel.
Le 14 juillet 1903, jour de la fête nationale française se déroule l'exécution à la dynamite de l'ancien guide Pakpa. Impliquant les administrateurs français Gaud et Toqué, cette exécution donne lieu à enquête et procès connus de l'opinion sous le nom d'« affaire de Fort Crampel ». Au début du XXe siècle, la ville est chef-lieu de la circonscription du Haut-Chari dans la colonie ou région du Chari. Le 31 juillet 1912, elle devient chef-lieu de la circonscription du Gribingui. Le 16 octobre 1946, Fort-Crampel devient un chef-lieu de district de la région de Kémo-Gribingui.
Puis le 23 janvier 1961, la République centrafricaine indépendante instaure Fort-Crampel comme sous-préfecture de la Kémo-Gribingui. Le 23 décembre 1961, Fort-Crampel devient Crampel, puis le 6 août 1974, la localité ainsi que la sous-préfecture dont elle est le chef-lieu sont renommées Kaga-Bandoro, la préfecture de Gribingui-Économique est créée, avec pour chef-lieu Kaga-Bandoro, par séparation de la partie nord de l'ancienne Kémo-Gribingui. Par la suite cette nouvelle préfecture prendra le nom de Nana-Grébizi.
En 2007, le Haut Commissariat des Nations unies pour les réfugiés (HCR) ouvre un bureau à Kaga-Bandoro.
Lors de la reprise des combats en décembre 2012 entre les FACA loyalistes et la coalition rebelle de Seleka, la ville tombe aux mains de ces derniers,.

## Santé

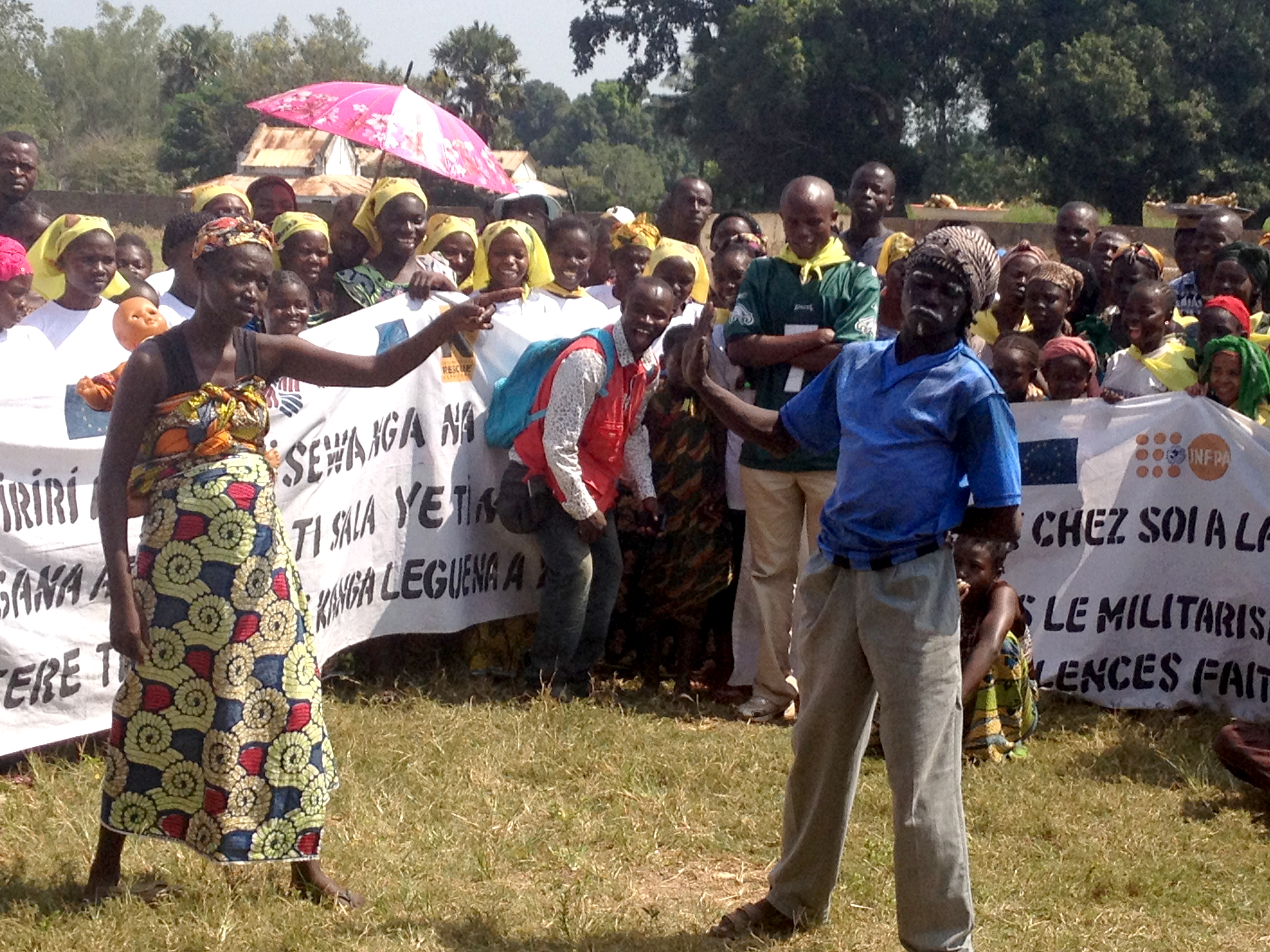
Campagne contre la violence conjugale à Kaga-Bandoro en 2013

Située dans la préfecture sanitaire de Nana-Grébizi, la ville dispose d'un hôpital préfectoral et de deux centres de santé : Caritas et Église évangélique.

## Religion
La paroisse catholique Sainte Thérèse de l'Enfant Jésus est fondée en 1946. Depuis le 28 juin 1997, la ville est le siège d'un diocèse de l'Église catholique. Il compte 11 paroisses et s'étend sur les trois préféctures de Bamingui-Bangoran, Nana-Grébizi et Kémo.

## Personnalités
- Georges Koudoukou, né à Fort-Crampel en 1894, il se rallie à la France libre entraînant derrière lui la troupe indigène de la garnison à Bangui le 28 août 1940. Il est Compagnon de la Libération[10].